# مهرجان أسوان الدولي لأفلام المرأة
مهرجان أسوان الدولي لأفلام المرأة، هو مهرجان سينمائي مصري مختص بالأفلام المتعلقة بقضايا المرأة، ويعد بمثابة حوار سينمائى بين المبدعين بمختلف قارات العالم، بهدف إبراز دور المرأة في المجتمع، وتسليط الضوء على أهم القضايا والتحديات التي تواجهها.
تحمل جوائز المهرجان أسماء فنانات مصريات تكريسا لهدف المهرجان بتسليط الضوء على المرأة ودورها في الفن. وتحمل جائزة (أفضل ممثلة) اسم الراحلة سعاد حسني و (أفضل ممثل) اسم نادية لطفي و (أفضل سيناريو) اسم لطيفة الزيات و (أفضل إخراج) اسم بهيجة حافظ. حسب ما أوردت رويترز. شعار المهرجان الذي صممته الفنانة التشكيلية مها حمدى، يحتوى على وجه مجرد لامرأة متداخل مع اسم المهرجان. ويقام المهرجان بدعم من وزارتي الثقافة والسياحة وبالتعاون مع المجلس القومي للمرأة. ويعدأول مهرجان دولي للأفلام النسائية في مصر، أول مهرجان دولي للأفلام يقام في جنوب مصر، وأول مهرجان سينمائي مصري متخصص في ورش عمل الشباب بمحافظة أسوان.

## دورات المهرجان

### الدورة الأولى
عقدت الدورة الأولى من مهرجان أسوان الدولى لأفلام المرأة في الفترة من 20 إلى 27 فبراير من عام 2017 في مدينة أسوان جنوبي مصر، ليأتي مواكبا لاختيار مصر 2017 عاما للمرأة، وناقش المهرجان قضية العنف ضد المرأة. جانب الحضور الرسمي لوزير الثقافة حلمي النمنم ورئيسة دار الأوبرا المصرية إيناس عبد الدايم ورئيس هيئة تنشيط السياحة هشام الدميري، جذب المهرجان عددا كبيرا من نجوم السينما من بينهم يسرا ولبلبة وبوسي ومحمود حميدة.
وقد ضم المهرجان مسابقتين رسميتين إحداهما للأفلام الطويلة والأخرى للأفلام القصيرة بأنواعها الروائية والتسجيلية والتحريك. كما يشمل المهرجان أقساما أخرى مثل «بانوراما الأفلام المصرية» و«خارج المسابقة الرسمية» و«أفلام من سلا» الذي يأتي في إطار بروتوكول التعاون المشترك بين المهرجان والمهرجان الدولي لفيلم المرأة بسلا في المغرب. كما أسندت إدارة المهرجان الرئاسة الشرفية له للممثلة والمنتجة المصرية إلهام شاهين.
كرم المهرجان في حفل الافتتاح الممثلة الرومانية كريستينا فلوتور الحاصلة على جائزة أفضل ممثلة من مهرجان كان السينمائي الدولي عام 2012 والممثلة المصرية نجلاء فتحي التي اعتذرت عن الحضور لملازمة زوجها المريض الكاتب حمدي قنديل. وعرض المنظمون بهذه المناسبة فيلما قصيرا بعنوان (نجلاء فتحي..شمس لا تغيب) تضمن شهادات بعض من الفنانين والمخرجين الذين عملوا معها وعاصروها من بينهم الممثل حسين فهمي والمغني والممثل سميرصبري والمخرجة إيناس الدغيدي والمخرج خالد يوسف. وافتتح المهرجان فيلم (ليلى بنت الصحراء) إنتاج 1937 من بطولة وإخراج بهيجة حافظ وذلك بمناسبة مرور 80 عاما على إنتاجه فيما يعرض في الختام يوم 26 فبراير الفيلم الفرنسي-الإيطالي (داليدا)بطولة عارضة الأزياء الإيطالية سفيفا ألفيتي وإخراج الفرنسية ليزا أزويلوس.

### الدورة الثانية
انطلقت فعاليات الدورة الثانية من مهرجان أسوان الدولى لافلام المرأة والتي تحمل اسم المناضلة الجزائرية "جميلة بو حيرد"، وقد افتتحت الدكتورة إيناس عبد الدايم وزير الثقافة المهرجان، بحضور اللواء مجدى حجازى محافظ اسوان، والدكتورة مايا مرسى رئيس المجلس القومى المصري للمرأة، والسفيرة الدكتورة ميرفت التلاوى رئيس منظمة المرأة العربية، والسيناريست محمد عبد الخالق رئيس المهرجان، وحسن أبو العلا مدير المهرجان. كما حضر الافتتاح عدداً من الفنانين والمخرجين والنقاد منهم محمود حميدة، محمود قابيل، غادة عادل، كندة علوش، منة شلبى، تامر حبيب، ماجدة خير الله، لقاء سويدان، عمر عبد العزيز، محمد ياسين، عمرو عابدين.
اختارت إدارة مهرجان أسوان الدولى لأفلام المرأة ثلاثة من صانعات السينما المصرية لتكريمهن في الدورة الثانية للمهرجان، وهن المخرجة عطيات الأبنودى، والمخرجة والمنتجة ماريان خورى، ومصممة الملابس ناهد نصر الله. كما يكرم النجمة منى زكى عن مجمل أعمالها.

### الدورة الثالثة
انطلقت فعاليات الدورة الثالثة لمهرجان أسوان الدولى لأفلام المرأة في الفترة من 20- 26 فبراير 2019 في منافسة بين 32 فيلماً على جوائز مسابقتي الفيلم الطويل والقصير. أعلنت إدارة المهرجان تكريم الفنانة محسنة توفيق والنجمة منة شلبي في حفل الافتتاح، و5 من الشخصيات النسائية اللاتي كان لهن اسهامات عديدة في عالم الفن السابع وهن مصممة التترات الشهيرة «نوال»، والمونتيرة الكبيرة "ليلي فهمي"، وخبراء الترجمة «عايدة» و«عزة» و«عبلة» أنيس عبيد أبناء رائد ترجمة الأفلام الأجنبية للغة العربية خلال حفل ختام دورته. كما كرمت إدارة المهرجان نجمة السينما العالمية باربرا بوشيه ضيفة شرف المهرجان على مجمل أعمالها المتمثلة في بطولة  أكثر من 80 فيلماً سينمائياً عالمياً مع كبار المخرجين بجانب مجموعة كبيرة من الأعمال التليفيزيونية والمسرحية خلال مشوار فني امتد لأكثر من 55 عاما.

### الدورة الرابعة
انطلقت فعاليات الدورة الرابعة من مهرجان أسوان الدولي لأفلام المرأة خلال الفترة من 10 وحتى 15 فبراير 2020، بحضور حشد كبير من نجوم الفن في الوطن العربي، ومشاركة صناع الأفلام المشاركة في الحدث. واستحدثت إدارة مهرجان أسوان جائزة تقديرية في مجال قضايا المرأة، تحمل اسم «جائزة نوت للإنجاز»، على أن تكون الجائزة ذات صبغة دولية ويتم منحها سنويا لشخصية كان لها إسهام كبير في مواجهة المشاكل والتحديات التي تواجه المرأة، وقامت هذا العام باختيار وتكريم السفيرة ميرفت التلاوى، لتكون أول سيدة تحصل على الجائزة نظرا لإسهاماتها الكبيرة في مجال قضايا المرأة على المستويين المحلى والدولى.
وكُرم في حفل الافتتاح الفنانتان المصريتان رجاء الجداوي ونيللي كريم، بينما يشهد حفل الختام تكريم 3 من صانعات السينما هن: المونتيرة رحمة منتصر، والمنتجة ناهد فريد شوقي، ومونتيرة النيجاتيف ليلى السايس.

## وصلات خارجية
- الموقع الرسمي